# Nenad Čanak (Basketballspieler)
Nenad Čanak (serbisch-kyrillisch Ненад Чанак, * 24. April 1976 in Zagreb, Jugoslawien) ist ein ehemaliger, serbischer Basketballspieler und heutiger -trainer. Nenad Čanak spielte auf der Flügelposition und bestach durch schnelle Züge zum Korb.

## Werdegang
Nenad Čanak begann seine Basketballkarriere bei Mladost Zagreb und spielte von 1992 bis 1994 im Junior-Team des jugoslawischen Spitzenclubs Partizan Belgrad. Mit einer Station beim Zweitligisten Kikinda ebnete er sich den Weg für seine Zukunft. Nach drei Jahren bei Spartak Subotica kehrte Čanak 1999 wieder zu Partizan Belgrad zurück und konnte seine Leistungen auch in der Europaliga unter Beweis stellen. Nach einem Jahr bei Vojvodina Novi Sad wechselte er erstmals ins Ausland und erreichte mit dem griechischen Erstligisten Makedonikos gleich das Finale des ULEB-Cups. Von 2005 bis 2007 spielte er bei ALBA Berlin. 2012 beendete seine aktive Spieler-Karriere und wurde Trainerassistent beim KK Mega Basket. Seit Oktober 2023 ist er Head Coach des litauischen Clubs Lietkabelis Panevėžys.

## Auszeichnungen und Erfolge
- 1999/2000 Jugoslawischer All Star
- 2002 Jugoslawischer Meister und Pokalsieger mit Partizan Belgrad
- 2006 Deutscher Vizemeister und Pokalsieger mit ALBA Berlin